# Mårtenstorget

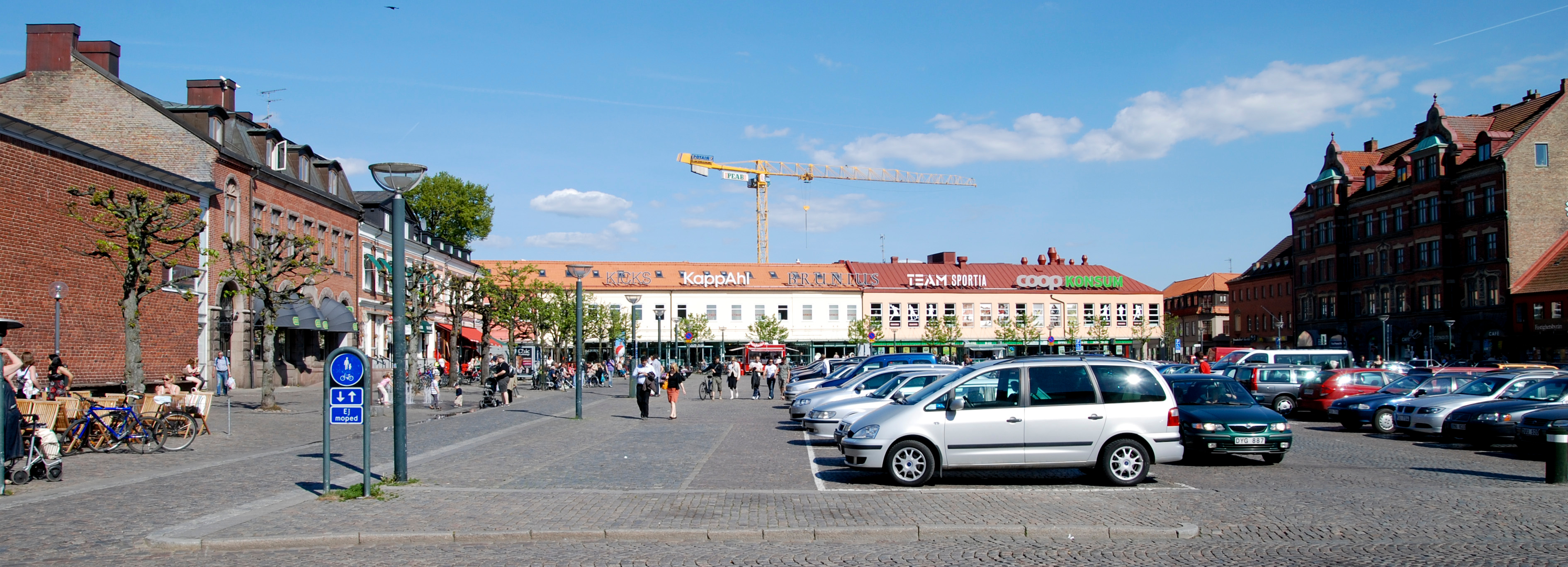
Mårtenstorget von Westen, links die Kunsthalle Lund

Mårtenstorget, zu Beginn auch Oxtorget (Ochsenplatz), ist ein Platz in der südschwedischen Stadt Lund. Er liegt im mittelalterlichen Stadtkern, unweit des Domes, im Stadtteil Centrala staden.

## Geschichte
Zu Beginn des 19. Jahrhunderts wurde der Platz Stortorget, der als Marktplatz diente, zu klein und man plante den Bau eines neuen Platzes anstelle des Friedhofs Sankt Peters Kyrkogård (heute Petriplatsen östlich der Stadtbibliothek). Daraufhin kaufte der Farbenfabrikant Jöns Petter Borg eine Freifläche, die zu einem alten Hof gehörte und bot diese der Stadt als Spende an, wenn diese dort einen neuen Marktplatz errichtet.
Zu Beginn lagen um den Platz einige Handwerks- und Wohnhäuser. Um 1850 wurden an der Ostseite des Platzes heute nicht mehr existierende Häuser mit klassizistischen Fassaden errichtet. Mit der Eröffnung der Eisenbahnstrecke von Malmö nach Lund (Södra stambanan), konzentrierten sich die ökonomischen Interessen auf die Bereiche der Klostergatan und der Lilla Fiskaregatan, unweit des Bahnhofs von Lund. Im Bereich um den Mårtenstorget wurden nur wenige neue Gebäude errichtet. Daher sind insbesondere an der Südseite des Platzes gut bewahrte Wohnhäuser mit Mansarddächer und Hinterhöfen erhalten geblieben. Zwei dieser Häuser stammen aus den Jahren 1781 und 1818.
Zu Beginn des 20. Jahrhunderts begann man mit einer verstärkten Bebauung. 1909 waren alle Gebäude fertiggestellt, so auch die neue Markthalle (Saluhallen) an der Westseite des Platzes, in die die Fleischhändler vom Stortoget umzogen. Der Mårtenstorget dient seitdem als Marktplatz und seit der zweiten Hälfte des 20. Jahrhunderts auch als Parkplatz. Heute wird von Montag bis Samstag Markt abgehalten.
Rund um den Platz befinden sich im Uhrzeigersinn das Haus Krognoshuset die Kunsthalle Lund, eine Niederlassung des Systembolaget, Geschäfte des täglichen Bedarfs sowie Wohnhäuser und die Markthalle.